# Union Station (Portland)
Ne doit pas être confondu avec Gare d'Union (Portland).
Pour les articles homonymes, voir Union Station.
Union Station est une gare ferroviaire des États-Unis desservie par Amtrak à Portland dans l'Oregon. Elle est située sur la rive ouest de la rivière Willamette.
Comptant près de 600 000 mouvements de voyageurs par an, ce qui en fait la principale gare de l'État, elle dispose de personnel en permanence, la gare comptant par ailleurs plusieurs commerces et services aux voyageurs.

## Histoire et architecture
Les plans initiaux réalisés par le bureau d'architectes McKim, Mead and White datent de 1882, qui en auraient fait la plus grande gare du monde. En 1885 une version plus modeste des plans a été approuvée et les travaux ont débuté en 1890, la gare ayant été inaugurée le 14 février 1896.
La gare se distingue par sa tour horloge de 50 mètres d'architecture romane. Une large inscription Go By Train illuminée a été ajoutée après la Seconde guerre mondiale.
La station figure sur la liste du Registre national des lieux historiques depuis 1975.

## Service des voyageurs

### Desserte
- Lignes d'Amtrak[3] :
  - Le Cascades : Eugene - Vancouver
  - Le Coast Starlight : Los Angeles - Seattle
  - L'Empire Builder : Portland - Chicago

### Intermodalité
Depuis 1994 la zone du Transit Mall s'étend jusqu'à la gare, offrant ainsi une liaison avec le centre-ville, par ailleurs gratuite, la gare étant située dans le Fareless Square.
Un terminal de bus Greyhound, assurant les liaisons vers les villes périphériques et les moyennes distances, se trouve à côté de la gare.
Enfin, la gare se trouve à distance de marche de la ligne de tramway de Portland dans la NW 10th.